# Język tause
Język tause, także: darha, doa – język papuaski używany w prowincji Papua w Indonezji. Według danych szacunkowych z 2018 r. posługuje się nim 500 osób. 
Obszar tego języka obejmuje wieś Derapose (lub Derapos; dystrykt Wapoga, kabupaten Waropen). Z dostępnych danych wynika, że w użyciu jest także język fayu, ale społeczność nie komunikuje się w języku indonezyjskim. W pobliżu używane są języki edopi, kiri-kiri i iau (turu).
Zidentyfikowano trzy dialekty: tause właściwy, weirate, deirate.
Społeczność etniczna Tause pierwszy kontakt ze światem zewnętrznym nawiązała dopiero w 1982 roku. 
Jego pozycja nie została dobrze ustalona. Został włączony do rodziny języków Równiny Jezior. Taką klasyfikację odzwierciedlają publikacje Ethnologue i Glottolog. M. Ross (2005) próbnie zaliczył go do rozszerzonej rodziny języków zachodniopapuaskich, postulując związek z językami wschodniej Ptasiej Głowy i sentani oraz językiem burmeso.